# Friedrich Blümke
Friedrich Blümke (* 18. Februar 1898 in Rahnwerder, Pommern; † 2. September 1944 am Dnjestr) war ein deutscher Generalmajor im Zweiten Weltkrieg.

## Leben
Blümke trat während des Ersten Weltkriegs am 18. November 1916 als Freiwilliger in das Infanterie-Regiment „Prinz Moritz von Anhalt-Dessau“ (5. Pommersches) Nr. 42 der Preußischen Armee ein. Mitte September 1917 wurde er dem mobilen Regiment an der Ostfront überwiesen. Ab Ende April nahm Blümke an den Kämpfen an der Westfront teil und avancierte Anfang September 1918 zum Leutnant.
Nach dem Kriegsende und Demobilisierung war er kurzzeitig Ordonnanzoffizier im Freiwilligenbataillon „von Hammerstein“ und wurde in die Reichswehr übernommen. Blümcke diente im 6. Infanterie-Regiment, stieg am 1. April 1925 zum Oberleutnant auf und war von Oktober 1925 bis September 1930 Adjutant des III. Bataillons. Anschließend absolvierte er die Führergehilfenausbildung beim Stab der 2. Division in Stettin. Am 1. Oktober 1930 erfolgte unter Versetzung in das 1. (Preußisches) Artillerie-Regiment seine Kommandierung zum Truppenamt im Reichswehrministerium. Blümcke stieg Anfang Mai 1933 zum Hauptmann auf. Am 1. Oktober 1933 wurde er in die Heeresabteilung (T 1) des Truppenamtes im Reichswehrministerium versetzt und nach dem Übergang in die Wehrmacht am 1. Oktober 1936 zum Major befördert. Mit der Ernennung zum Kompaniechef im Infanterieregiment 27 trat er am 12. Oktober 1936 in den Truppendienst zurück, kam ein Jahr später als Erster Generalstabsoffizier in den Generalstab der 23. Infanterie-Division und avancierte am 1. Januar 1939 zum Oberstleutnant.
In dieser Stellung verblieb Blümcke über den Beginn des Zweiten Weltkriegs hinaus bis Mitte September 1940. Anschließend in die Führerreserve und von Anfang Oktober 1940 bis Mitte März 1941 zu den Generalstabslehrgängen versetzt, wurde er dann mit der Wahrnehmung der Geschäfte des Chefs des Generalstabes des VII. Armeekorps beauftragt. Im Juni 1941 wurde er Chef des Stabes des XIV. Armeekorps und am 1. März 1942 als Nachfolger von Josef Kübler Chef des Stabes beim XXXXII. Armeekorps. In dieser Position wurde er am 1. Februar 1942 Oberst. Ab 1. April 1942 war er Kommandeur des Infanterie-Regiments 347 bei der 197. Infanterie-Division und später des aus dem Infanterie-Regiment 347 hervorgegangenen Grenadier-Regiment 347. Am 6. November 1943 erhielt er für die Führung des Grenadier-Regiments 347 das Ritterkreuz des Eisernen Kreuzes verliehen. Im gleichen Jahr war er Kommandeur eines Grenadier-Regiments bei der 257. Infanterie-Division. Am 1. August 1944 zum Generalmajor befördert, wurde er zeitgleich zum Kommandeur die 257. Infanterie-Division. Ende August 1944 wurde die 257. Infanterie-Division vernichtet und Blümke am 24. August 1944 schwer verwundet. Anfang September 1944 erlag er in sowjetischer Kriegsgefangenschaft seinen Verletzungen.